# Jake Livermore
Jake Cyril Livermore (ur. 14 listopada 1989 w Londynie) – angielski piłkarz występujący na pozycji defensywnego pomocnika. Od początku kariery związany z Tottenhamem, skąd był często wypożyczany do innych klubów. Obecnie jest piłkarzem West Bromwich Albion.

## Kariera klubowa
Livermore rozpoczął karierę w szkółce piłkarskiej Tottenhamu Hotspur. Od początku przykuwał swoją grą uwagę trenerów i szybko został okrzyknięty wielkim talentem. W 2008 roku pomocnik dołączył do seniorskiej kadry zespołu, jednak przez kolejne 3 lata był wypożyczany do wielu słabszych klubów, aby mógł regularnie występować. W drużynie Tottenhamu zadebiutował dopiero w sezonie 2009/2010, jednak był to jego jedyny występ. Regularne szanse w klubie z Londynu zaczął dostawać dopiero w sezonie 2011/2012. Sezon 2013/2014 spędził na wypożyczeniu w Hull City, po czym przeniósł się na stałe, podpisując kontrakt na trzy lata.